# Тарнобжезька республіка
Тарнобжезька республіка (пол. Republika Tarnobrzeska) — республіка на південному сході сучасної Польщі (Тарнобжезького, Кольбушовського, Мелецького повітів Підкарпатського воєводства, та Сандомирського повіту Свєнтокшиського воєводства) з центром у місті Тарнобжеґ, проголошена 6 листопада 1918 року. Анексована Польщею навесні 1919 року.

## Історія
Через знаходження території в зоні військових дій Першої світової війни та розпадом Австро-Угорської імперії, який супроводжувався падінням життєвого рівня і підйомом національної самосвідомості, у населення почались тенденції до самовизначення та самоврядування. 

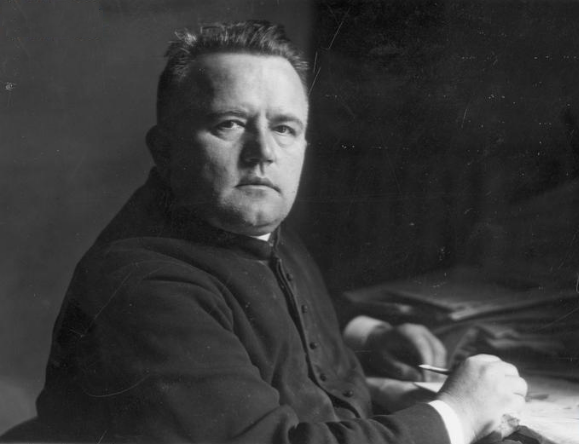
Еуґеніуш Оконь

Восени 1918 року в місті Тарнобжеґ постійно збиралися мітинги та демонстрації селян. 6 листопада 1918 року біля пам'ятника Войцеху Бартошу Ґловацькому відбулось 30-ти тисячне віче селяни, яке очолили ксьондз та лідер Селянської радикальної партії Еуґеніуш Оконь (1881-1949) та поручик Томаш Домбаль (1890-1937). Домбаль був соціалістом, а ксьондз Оконь мав правоцентристські погляди. На віче Еуґеніуш Оконь, Томаш Домбаль та Францішек Кремпа проголосили створення суверенної Тарнобжезької Республіки та створення повітової народної ради під назвою «Революційний комітет». До складу «Революційного комітету» увійшло 32 члени. Головою був обраний Ян Грущинський, заступником голови — Вінсент Бучек, секретарем комітету — Томаш Домбаль, скарбником — Францішек Кремпа. 
Всю повноту влади у новоствореній республіці здійснювало народне віче, яке оголосило про ліквідацію буржуазного ладу, парламентаризму, сформувало селянську міліцію та почало проведення справедливої земельної реформи. Будь-яких ультрарадикальних, антирелігійних настроїв зафіксовано не було. Домбаля обрали командиром Комітету самооборони повіту та міліції. Було обрано делегатів до новоствореного сейму Тарнобжезької Республіки, один депутат від 1000 виборців. 
Столицею республіки стало місто Тарнобжеґ. До новоствореної держави приєдналися міста: Кольбушова, Мелець, Сандомир з прилеглими територіями, сучасні території Тарнобжезького, Кольбушовського, Мелецького повітів Підкарпатського воєводства, та Сандомирського повіту Свєнтокшиського воєводства. 
На перемовини з Тимчасовим народним урядом Республіки Польща у Люблін було направлено делегацію Тарнобжезької Республіки.
У січні 1919 року лідерів республіки Еуґеніуша Оконя та Томаша Домбаля було заарештовано та ув'язнено у Ряшеві. Були звільнені через обрання їх до Польського Сейму в 1921 році.
Навесні 1919 року польська армія анексувала Тарнобжезьку республіку. Анексія була законодавчо закріплена рішеннями «Ліквідаційної Комісії Галичини та Тешинської Сілезії» (пол. Polska Komisja Likwidacyjna Galicji i Śląska Cieszyńskiego).